# Septemvriiți, Vidin
Septemvriiți (în bulgară Септемврийци) este un sat în comuna Dimovo, regiunea Vidin,  Bulgaria. 

## Demografie
Componența etnică a satului Septemvriiți
     Bulgari (99,16%)
     Nicio identificare (0,83%)
     Altele (0%)
La recensământul din 2011, populația satului Septemvriiți era de 240 locuitori. Din punct de vedere etnic, majoritatea locuitorilor (99,16%) erau bulgari. Pentru 0,83% din locuitori nu este cunoscută apartenența etnică.